# Abadia de Glastonbury

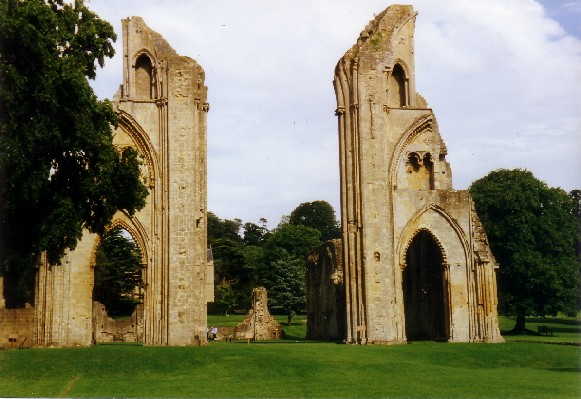
Ruínas da Abadia

A abadia de Glastonbury foi um mosteiro rico e poderoso da cidade de Glastonbury, no condado de Somerset, na Inglaterra.
Desde pelo menos o século XII, a área de Glastonbury era frequentemente associada à lenda do Rei Artur, uma conexão motivada pelos monges medievais que afirmavam Glastonbury ser Avalon. A abadia foi suprimida e saqueada durante a Dissolução dos Mosteiros pelo rei Henrique VIII da Inglaterra. As ruínas se tornaram atualmente uma atração turística.